# Charles-Étienne Briseux

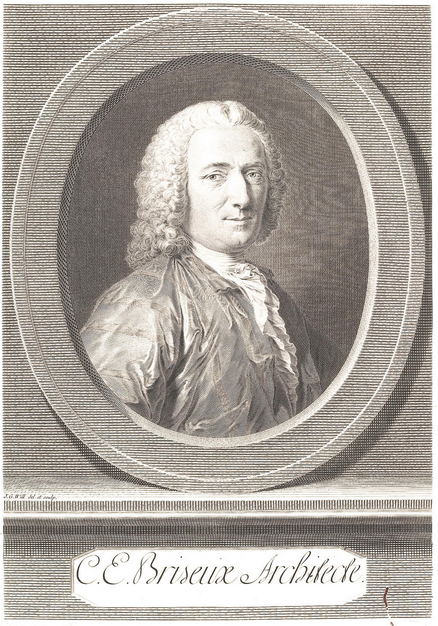

Charles-Étienne Briseux, född 1680, död 1754, var en fransk arkitekt känd för sina mönsterförlagor under tidsperioden rokoko. Han skrev boken L’art de bâtir des maisons en campagne (ungefärlig översättning: "konsten att bygga hus på landet").